# The Polish Folk Explosion
The Polish Folk Explosion – album muzyczny nagrany przez polskiego kontrabasistę Vitolda Reka. Mieszkający w Niemczech muzyk zaprosił do nagrania płyty polską Kapelę Resoviana oraz kilku europejskich jazzmanów. Wszystkie nagrane utwory to kompozycje Vitolda Reka (lub utwory ludowe w jego opracowaniu - "Polka Galopka Grodziska"). Powstał album łączący elementy jazzu i polskiej muzyki ludowej. Sesje nagraniowe odbyły się 3, 4, 12 lipca 2001 w Performance Studios, we Frankfurcie nad Menem. Album ukazał się 12 sierpnia 2002, wydany przez wytwórnię Taso Music.

## Muzycy
- Albert Mangelsdorff – puzon
- Charlie Mariano – saksofon altowy
- John Tchicai – saksofon sopranowy i tenorowy
- Gilbert Matthews – perkusja
- Vitold Rek – kontrabas, śpiew

Kapela Resoviana: 
- Kasia Pikor – śpiew
- Łukasz Pliś – skrzypce, śpiew
- Sebastian Karpiel-Bułecka – skrzypce, śpiew
- Ryszard Bajor – klarnet, śpiew
- Marek „Maja” Łabunowicz – cymbały, altówka
- Edward Markocki – cymbały
- Jan Zołoteńko – konsultacja muzyczna

## Lista utworów
| 1.  | "Basetla Resoviana"       | 4:48  |
|     |                           |       |
| 2.  | "Tell Me, My Boy - Duo"   | 3:48  |
|     |                           |       |
| 3.  | "In the Old Town"         | 5:58  |
|     |                           |       |
| 4.  | "I Love You"              | 3:02  |
|     |                           |       |
| 5.  | "Tell Me, My Boy"         | 6:01  |
|     |                           |       |
| 6.  | "Oy-Ra-Da"                | 3:29  |
|     |                           |       |
| 7.  | "The Whole Step Dance"    | 4:10  |
|     |                           |       |
| 8.  | "Polka Galopka Grodziska" | 1:36  |
|     |                           |       |
| 9.  | "Lo.Bo.Ga"                | 2:52  |
|     |                           |       |
| 10. | "Poor Lover"              | 6:04  |
|     |                           |       |
| 11. | "Awakening"               | 4:56  |
|     |                           |       |
| 12. | "At the Landlady`s"       | 2:52  |
|     |                           |       |
| 13. | "Fellow"                  | 5:35  |
|     |                           |       |
|     |                           | 55:11 |
|     |                           |       |

## Informacje uzupełniające
- Produkcja – Taso Music Production
- Współproducent – H.-Werner Wunderlich
- Miksowanie i mastering – Walter Brüssow